# ألان رافائيل
ألان رافائيل هو لاعب هوكي الحقل كندي، ولد في 26 ديسمبر 1931، وتوفي في 22 أكتوبر 2018.

## وصلات خارجية
- ألان رافائيل على موقع أوليمبيديا (الإنجليزية)
- ألان رافائيل على موقع اللجنة الأولمبية الكندية (الإنجليزية)